# Rusudan Gotsiridze
Rusudan Gotsiridze, född 8 februari 1975 i Tbilisi, Sovjet är en georgisk biskop och kvinnorättskämpe.
Gotsiridze tillhör den religiösa minoriteten baptister i Georgien och blev 2008 den första kvinnliga biskopen för Georgiens baptiser.
I rollen som religiös ledare engagerar sig Gotsiridze i frågor som rör kvinnors rättigheter i Georgien. Hon har även förespråkat interreligiösa samtal och jämlikhet för landets muslimska minoritet. Hon har även visat stöd för landets HBTQ community. 
År 2014 tilldelades Gotsiridze International Women of Courage Award.